# Lophiomerycidae
Lophiomerycidae é uma família extinta de mamíferos da ordem Artiodactyla. Ocorreu na Europa e Ásia do Eoceno ao Oligoceno.

## Taxonomia
A família foi criada por Christine M. Janis em 1987 para incluir os gêneros Lophiomeryx e Iberomeryx, tradicionalmente incluídos na Gelocidae. Cinco gêneros são reconhecidos para a família. Lophiomerycidae está classificada na superfamília Traguloidea.
- Gênero Lophiomeryx Pomel, 1854 [do Eoceno Superior ao Oligoceno Inferior da Eurásia]
- Gênero Iberomeryx Gabunia, 1964 [Oligoceno da Europa]
- Gênero Krabimeryx Métais, Chaimanee, Jaeger & Ducroq, 2001 [Eoceno Superior da Ásia]
- Gênero Nalameryx Métais, Welcomme & Ducroq, 2009 [Oligoceno Médio da Ásia]
- Gênero Zhailimeryx Guo, Dawson & Beard, 2000 [Eoceno Médio da Ásia]